# Parlophone
Parlophone este o casă de discuri, înființată în Germania în 1896 de societatea Carl Lindström. Semnul ₤ , care este și marca înregistrată a casei, semnifică în germană litera L, care vine de la Lindström (întâmplător acesta seamană cu cel pentru lira sterlină).
Filiala britanică a Parlophone a fost înființată în 1923 cu Oscar Preuss ca director artistic și a devenit principala casă de discuri de jazz din Regatul Unit, prin legăturile sale cu Okeh Records din Statele Unite. În 1927, Columbia Gramophone Company a cumpărat acțiuni la compania lui Carl Lindstrom și a preluat controlul Parlophone. În 1931, grupul a fost preluat de Electric & Musical Industries Ltd (EMI). Casa de discuri Parlophone de la EMI, sub conducerea lui George Martin, i-a angajat pe The Beatles în 1962, care au ocupat primul loc în topuri cu primul lor album (Please Please Me în 1963).
Până în 2011, Parlophone a fost una dintre principalele divizii ale EMI. După achiziționarea EMI în 2011 de către Universal Music Group, casa de discuri a fost vândută către Warner Music Group în ianuarie 2013.

## Artiști și formații care au semnat cu Parlophone
| - Adam Faith - Alice in Chains - All Saints - Atlanta Smith - Athlete - Babyshambles - Bat for Lashes - The Beatles - Beverley Knight - Bliss - Blur - Bobby Lewis - Bobby Tench - Chiddy Bang - The Chemical Brothers - Coldplay - Dick James | - Divine Comedy - Dolly Rockers - Dorothy Squires - Duran Duran - Dusty Springfield - Eliza Doolittle - The Fourmost - Gass - The Good, the Bad and the Queen - Gorillaz - Gyllene Tider - Hollies - Humphrey Lyttelton - Interpol - Inti-Illimani - Jamelia - Jim Dale | - John Barry Seven - John Lennon - Kay Kyser - Keith Kelly - King Brothers - Kylie Minogue - Late of the Pier - Laurie London - Lily Allen - Mansun - Medina - MPHO - Mrs Mills - Otis Waygood - The Paramounts - Paul McCartney | - Pet Shop Boys - Duffy Power - Queen - Queen + Paul Rodgers - Quilapayun - Radiohead - Scarlet Party - Shane Fenton - Sky Ferreira - Supergrass - Temperance Seven - Teresa Teng - Tina Turner - Tinie Tempah - The Verve - Vince Taylor - Vipers Skiffle Group - Waltari |  |